# Esquí en España
El esquí es en España un deporte difundido entre gran parte de la población, en especial a partir de la década de 1980. A pesar de tener fama de país de playas, se trata del segundo país con mayor elevación geográfica de Europa y cuenta con sistemas montañosos buenos para la práctica de este deporte y por ello cuenta con 38 estaciones de esquí repartidas entre Aragón, Asturias, Cantabria, Castilla y León, Cataluña, Galicia, Andalucía, Comunidad de Madrid y La Rioja.

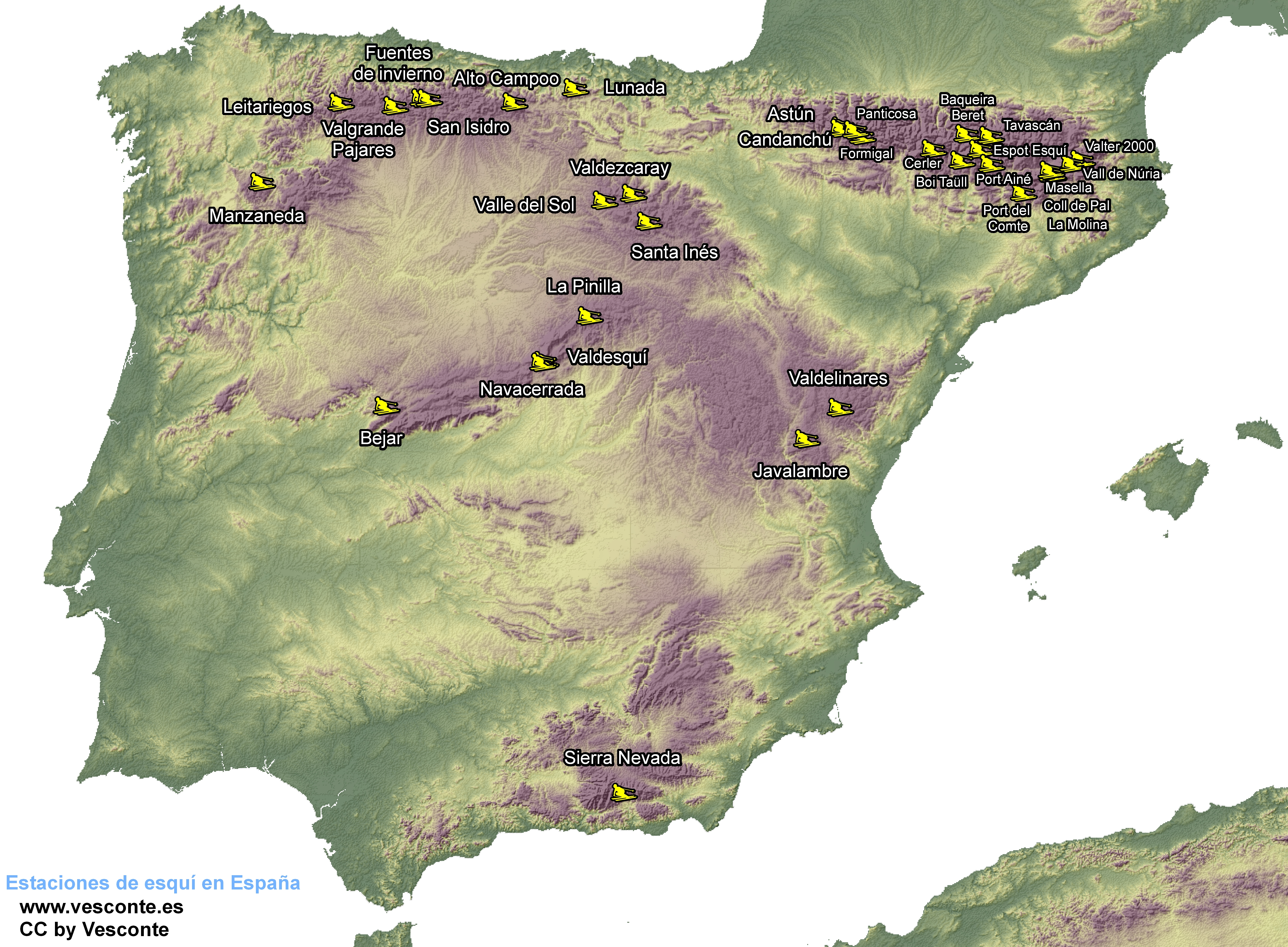
Mapa de estaciones de esquí en la España peninsular.

## Historia

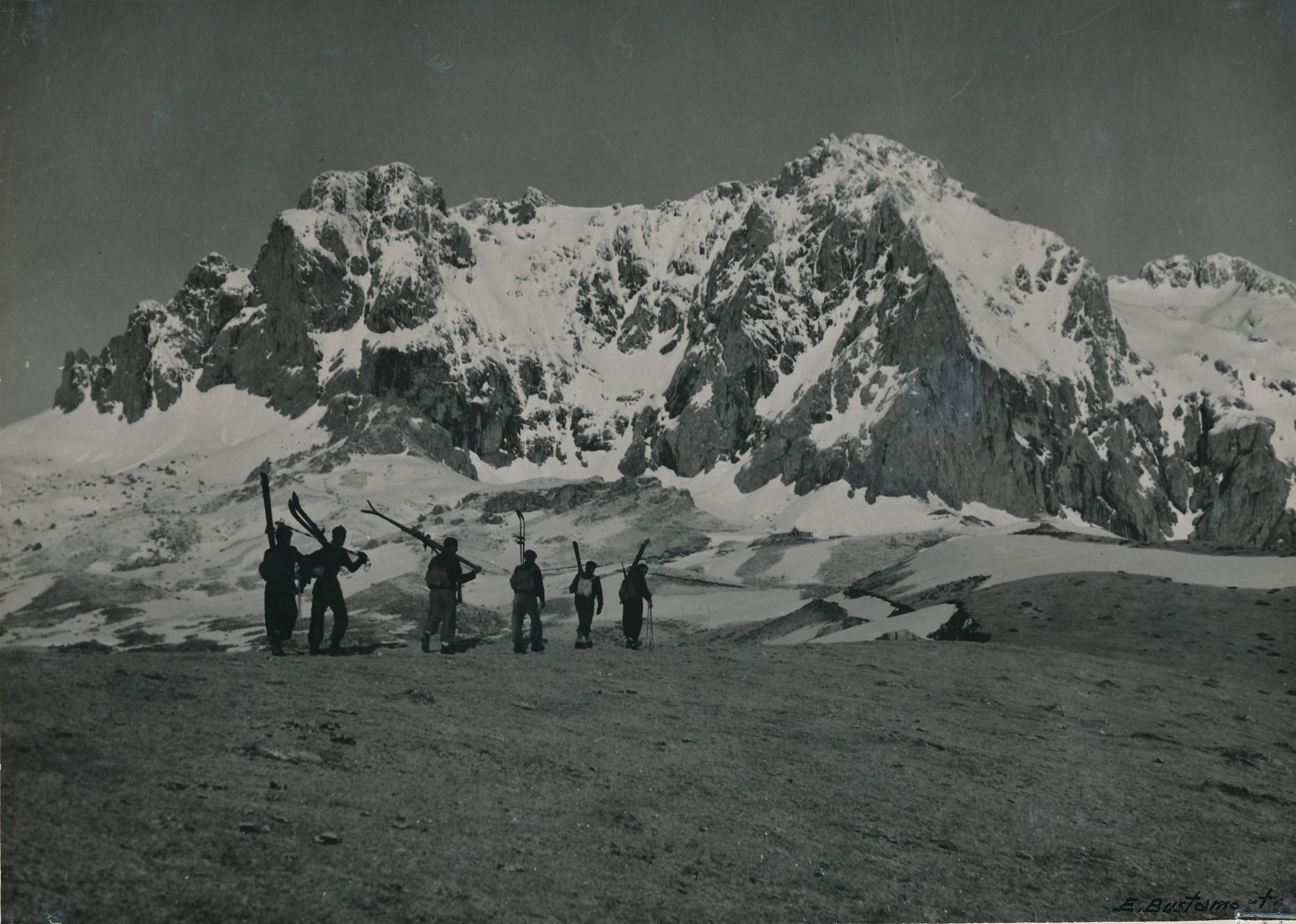
Peña Vieja, en Áliva (Cantabria). Picos de Europa. Año 1943.

Existen evidencias de práctica temprana del esquí en España a fines del siglo XIX a cargo de personas entusiastas y grupos privados, aunque el inicio más conocido es la iniciativa del fundador del Club Alpino Español al encargar la fabricación de tres pares de esquís a sus amigos noruegos, Birgen Lorensen y K. Christiensen, directores de la Compañía de Maderas, conocedores de este deporte. En el invierno de 1903-1904 se deslizan los primeros skieurs, nombre con el que se conocía a los esquiadores en la época de la sierra de Guadarrama, que posteriormente fundarían el célebre club.
En 1941, se funda la Real Federación Española de Esquí, incrementando la afición al deporte blanco hasta la actualidad, en la que el esquí es un deporte popular y ampliamente difundido entre la población española.

## Esquí en la cordillera Cantábrica

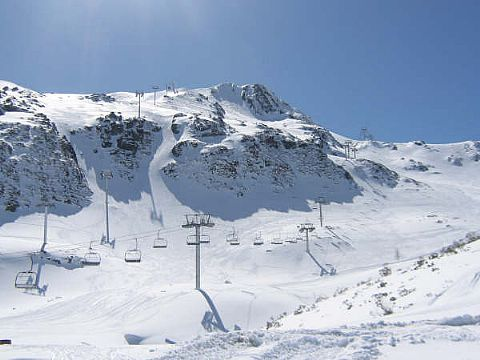
Fuentes de Invierno.

En la cordillera Cantábrica se dan unas condiciones adecuadas para la práctica del esquí, si bien la baja cota en general de las estaciones hace que surjan esporádicamente problemas de falta de nieve. Las estaciones en la cordillera son de mediano y pequeño tamaño y desnivel, orientadas principalmente al esquiador de cercanía. No obstante, las tecnologías en producción y pisado de nieve, mejoran y amplían la superficie cada nueva temporada.

### Estaciones

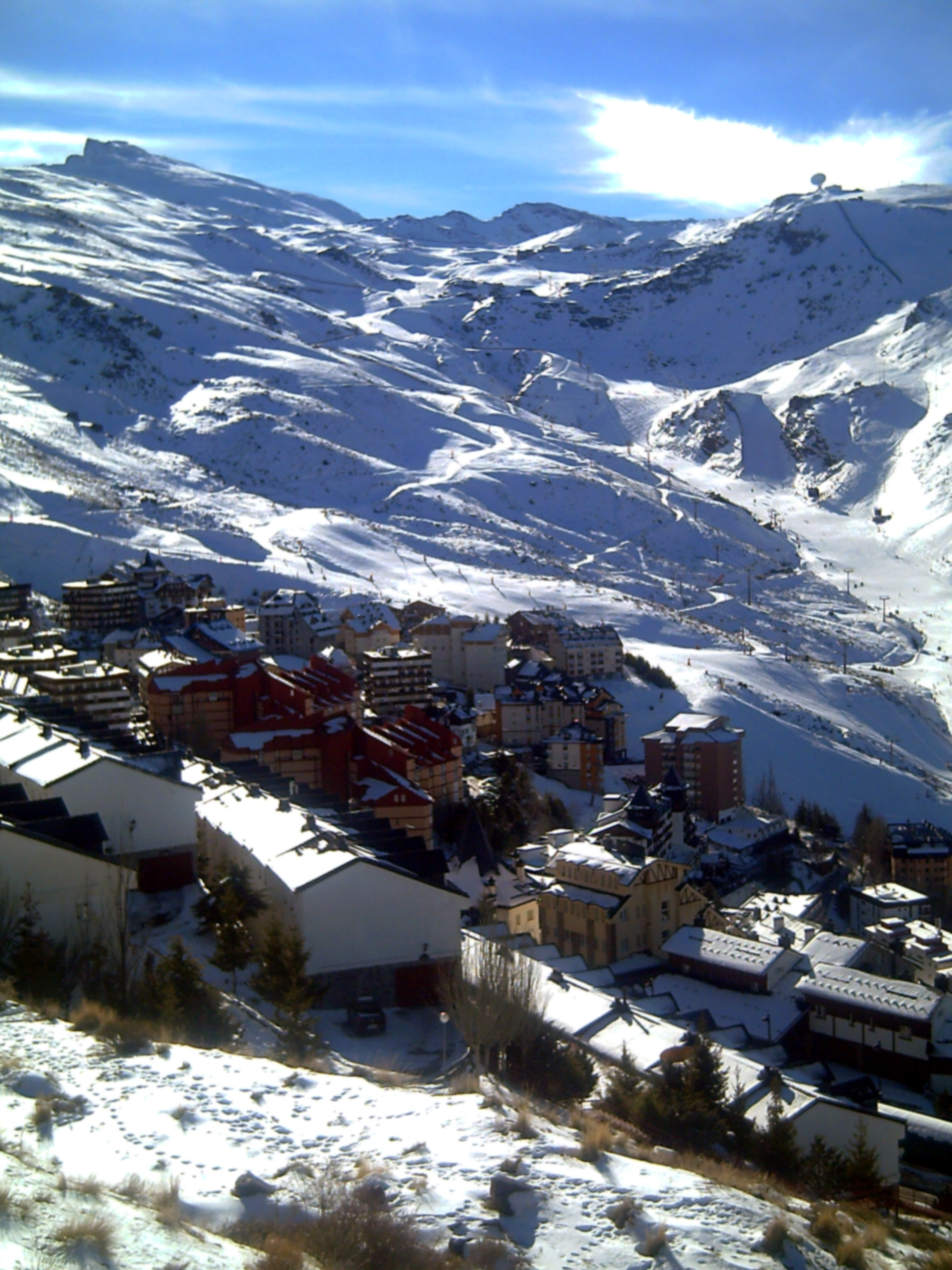
Sierra Nevada.

- Valgrande-Pajares (Asturias)
- Fuentes de Invierno (Asturias)
- San Isidro (León)
- Leitariegos (León)
- El Morredero (León)
- Alto Campoo (Cantabria)
- Lunada (Burgos)
- Manzaneda (Orense)

## Esquí en los Pirineos
En la cordillera montañosa de los Pirineos se dan unas condiciones muy adecuadas para la práctica del esquí, aunque donde más se destaca es en la zonas central y oriental, donde están situadas la mayoría de estaciones de esquí. Aragón y Cataluña poseen la mayor infraestructura para la práctica de los deportes invernales relacionados con la nieve, siendo las regiones españolas que tienen la mayor afluencia de visitantes en cuanto las estaciones invernales comienzan a operar.

### Estaciones
- Astún (Huesca)
- Candanchú (Huesca)
- Aramón Formigal-Panticosa (Huesca)
- Aramón Cerler (Huesca)
- Baqueira Beret (Lérida)
- Boí Taüll Resort (Lérida)
- Espot Esquí (Lérida)
- Port Ainé (Lérida)
- Port del Comte (Lérida)
- La Molina (Gerona)
- Masella (Gerona)
- Tavascán (Lérida)
- Vallter 2000 (Gerona)
- Vall de Núria (Gerona)

## Esquí en el sistema Central
En el sistema Central, entre la Comunidad de Madrid y la provincia de Segovia, se dan unas condiciones adecuadas para la práctica del esquí, pero en este caso el problema son las condiciones climáticas, que debido a la temperatura y falta de precipitaciones reducen la temporada respecto al resto de las cordilleras de la Península, aunque las mejoras técnicas y la innivación artificial han logrado solucionar muchos inconvenientes. Las estaciones de Navacerrada, Valdesquí o La Pinilla, esta última en Segovia; junto con La Covatilla (Salamanca) son la referencia de la práctica del esquí en el sistema Central.

### Estaciones
- Valdesquí (Comunidad de Madrid)
- Puerto de Navacerrada (Comunidad de Madrid)
- La Pinilla (Segovia)
- La Covatilla (Salamanca)

## Esquí en el sistema Ibérico
El conjunto de sierras que forman el sistema Ibérico naturalmente no posee la prioridad de la suficiente altitud ni de la orientación adecuada para recibir la cantidad de nieve que requiere la práctica del esquí. Sin embargo, tanto al norte como al sur de la cordillera se elevan dos macizos donde sí es posible la práctica regular de este deporte; por otro lado, la innivación artificial de alta tecnología, ha aumentado eficazmente la cantidad de kilómetros esquiables. El norte la sierra de la Demanda y los picos de Urbión son muy adecuados para el esquí. En el sur, las sierras de Gúdar y Javalambre, y los montes Universales cuentan con buenas condiciones de innivación para el esquí alpino y de fondo.

### Estaciones
- Valdezcaray (La Rioja)
- Valle del Sol (Burgos)
- Aramón Javalambre (Teruel)
- Aramón Valdelinares (Teruel)

## Esquí en Sierra Nevada
El esquí, al igual que otros los deportes relacionados con la nieve, son algunos de los deportes más importantes en la provincia de Granada.

### Estaciones
- Sierra Nevada
- Puerto de la Ragua

La estación de esquí de Sierra Nevada está formada por una enorme cantidad de pistas comunicadas entre sí, manteniendo durante toda la temporada una gran calidad de sus instalaciones y en el mantenimiento de sus pistas. Dentro de los límites de la estación de esquí de Sierra Nevada se encuentra con 3392 m s. n. m. el pico Veleta, el cual posee la cota más alta de todas las estaciones de la península ibérica.